# Bernd Jungbauer
Bernd Jungbauer (* 1958) ist ein deutscher Architekt.

## Werdegang
Bernd Jungbauer studierte in den 1980er Jahren Architektur an der Hochschule München, unter anderem bei Jörg Homeier, Uwe Kiessler, Doris Thut und Gunther Wawrik. Nach dem Diplom arbeitete er mit Otto Steidle zusammen und seit 2003 ist Jungbauer als Architekt im Nachfolgerbüro steidle Architekten seines ehemaligen Partners Otto Steidle tätig.
Jungbauer lehrte an der Hochschule für angewandte Wissenschaften München.

## Bauten
Jungbauers Bauwerke wurden fotografisch von Margherita Spiluttini dokumentiert.
eigene Bauten:
- 1981–87: Integriertes Wohnen, München-Nymphenburg mit Otto Steidle, Hans Kohl, Jochen Baur, Patrick Deby, Roland Sommerer[5]
- 1987–92: Siedlung Pilotengasse, Wien mit Otto Steidle, Hans Kohl und Oskar Putz und Adolf Krischanitz und Herzog & de Meuron[6]
- 1990–94: Siedlung Mainz-Lerchenberg mit Otto Steidle, Stefan Kissling, Robert Meyer, Nikolaus Reiser und Andreas Scholz und Erich Wiesner
- 1994–01: Wohnanlage Freischützstraße, München-Johanneskirchen mit Otto Steidle, Manuela Rademaker, Guy Willey und Erich Wiesner
- 1993–03: City Center Landshut mit Otto Steidle, Ralf Rasch, Hans-Peter Ehbauer, Claudia Dias, Michael Hilbert, Hans Kohl und Thomas Standl

als Partner der Architekturwerkstatt Steidle / Jungbauer:
- 1994–99: Wohnanlage, Reichenau mit Erich Wiesner[8]

als Architekt bei steidle Architekten:
- 2003–08: Angerhof München mit Ingo Maurer und Keith Sonnier
- 2013: Karlsfelder Meile, Dachau
- 2015: Gerling Quartier, Köln[9]
- 2016: Werk 3, München-Berg am Laim

## Preise
- 1987: BDA Preis Bayern für Integriertes Wohnen, München-Nymphenburg[10]

## Ehemalige Mitarbeiter
- Florian Nagler

## Ausstellungen
- 1991: Architektursalon, Mailand
- 1992: Massachusetts Institute of Technology, Cambridge
- 2001: Ausstellung "Zukunft findet Stadt - Wohnen in München